# 1707

## Събития
- 16 януари – Акта на Обединението между Шотландия и Англия е ратифициран от шотландския парламент
- 19 март – Акта на Обединението между Шотландия и Англия е ратифициран от английския парламент
- 1 май – Акта на Обединението между Шотландия и Англия влиза в сила и обединявайки парламентите на Англия и Шотландия слага началото на Кралство Великобритания

## Родени
- 25 февруари – Карло Голдони, драматург
- 4 април – Леонард Ойлер, швейцарски учен
- 23 май – Карл Линей, шведски ботаник, създател на съвременната биологическа таксономия
- 7 септември – Жорж Бюфон, френски учен

## Починали
- 30 март – Себастиан дьо Вобан, френски военен инженер
- 9 май – Дитрих Букстехуде, датско-германски композитор
- 6 април – Вилем ван де Велде Младия, нидерлсндски художник
- 10 май – Йохан Ернст III,
- 27 декември – Жан Мабийон, френски учен

Вижте също:
- календара за тази година